# Tecmo
Tecmo Co., Ltd. (Japans: テクモ株式会社, Romaji: Tekumo kabushikigaisha) was een Japans computerspelontwikkelaar opgericht in 1967. Het bedrijf had drie hoofdkantoren in Chiyoda, Tokio, en een dochterfirma in Torrance, Verenigde Staten.

## Geschiedenis
Tecmo werd opgericht op 31 juli 1967 als leverancier van schoonmaakapparatuur. In 1969 begon het bedrijf amusementspellen te verkopen.
Het bedrijf ontwikkelde van 1981 tot 1986 spellen onder de naam Tehkan.
Tecmo werd bekend om haar computerspellen en series zoals Star Force, Dead or Alive, Ninja Gaiden, Deception, Rygar, Tecmo Bowl, Project Zero en Gallop Racer. Ook heeft zij drie ontwikkelingsafdelingen genaamd Team Tachyon, Team Ninja en Lievo Studio.
In 2009 fuseerde Tecmo met KOEI als houdstermaatschappij Tecmo Koei Holdings. In 2010 verdween Tecmo en haar computerspelseries werden vanaf dat moment uitgegeven door Koei Tecmo Games.

## Computerspellen

### als Tehkan
- 1981: Pleiads (arcade)
- 1984: Bomb Jack (arcade)
- 1984: Senjyo (MSX)
- 1985: Star Force (MSX)
- 1985: Tehkan World Cup (arcade)
- 1986: Bomb Jack (Amiga, Amstrad, Atari ST, Commodore 64, ZX Spectrum)

### als Tecmo (selectie)
- 1986: Solomon's Key (NES)
- 1987: Rygar (NES)
- 1988: Ninja Gaiden (arcade, NES)
- 1989: Tecmo World Wrestling (NES)
- 1990: Captain Tsubasa (NES)
- 1990: Ninja Gaiden II: The Dark Sword of Chaos (NES)
- 1990: Tecmo Bowl (NES)
- 1991: Ninja Gaiden III: The Ancient Ship of Doom (NES)
- 1992: Captain Tsubasa (SNES)
- 1992: Shadows Warriors (Game Boy)
- 1996: Dead or Alive (Saturn, arcade)
- 2001: Project Zero (PlayStation 2, Xbox)
- 2007: Ninja Gaiden Sigma (PlayStation 3)
- 2012: Project Zero 2 (Wii)
- 2016: Dead or Alive Xtreme 3 (PlayStation 4)